# 丁明 (1982年)
丁明（1982年1月—），江苏南通人，中华人民共和国工人，现任中海油惠州石化有限公司炼油三部工艺主管，2018年1月被广东省人民代表大会选为第十三届全国人民代表大会代表。